# Xerarionta tryoni
Xerarionta tryoni är en snäckart som först beskrevs av Wesley Newcomb 1864.  Xerarionta tryoni ingår i släktet Xerarionta och familjen Helminthoglyptidae. IUCN kategoriserar arten globalt som sårbar. Inga underarter finns listade i Catalogue of Life.